# 小松明火祭り
小松明火祭り（こだいひまつり）は、大分県豊後大野市緒方町の原尻の滝及び緒方平野一帯で毎年お盆に開催されている火祭りである。おがた小松明火祭りとも呼ばれる。
江戸時代から行われてきた米の豊作を願う虫追いの行事であり、原尻の滝及び緒方平野一帯で13,000本の小松明（こだい）と呼ばれるたいまつが灯される。
1753年（宝暦3年）、虫害等による凶作にもかかわらず厳しい年貢の取り立てが続いたため一揆が起き、一揆を主導した組頭原尻奥之丞は1759年（宝暦9年）に処刑された。火祭りは奥之丞を供養し虫除けを行うために始められたと伝えられる。
期間中、原尻の滝付近の道路は交通規制が行われる。
なお、同様の行事は大分県竹田市宮城地区でも行われている。